# Dinamo Basket Sassari
Maillots
Le Dinamo Basket Sassari est un club italien de basket-ball, basé dans la ville de Sassari, dans la province de Sassari en Italie. Le club évolue en Serie A lors de la saison 2023-2024, soit le plus haut niveau du championnat d'Italie de basket-ball.

## Palmarès
| Compétitions nationales | Compétitions internationales                    |
| - Championnat d'Italie : - Champion (1) : 2015. - Coupe d'Italie : - Vainqueur (2) : 2014, 2015. - Supercoupe d'Italie : - Vainqueur (2) : 2014, 2019. | - Coupe d'Europe FIBA : - Vainqueur (1) : 2019. |

## Joueurs et personnalités du club

### Entraîneurs successifs
- depuis 2024 :  Nenad Marković
- 2021-2024 :  Piero Bucchi (it)
- 2021 :  Demis Cavina (it)
- 2019-2021 :  Gianmarco Pozzecco
- 2018-2019 :  Vincenzo Esposito
- 2018 :  Zare Markovski
- 2016-2018 :  Federico Pasquini (it)
- 2015-2016 : Marco Calvani (it)[2]
- 2009-2015 :  Romeo Sacchetti

### Joueurs emblématiques
- Sergio Mastroianni
- Marco Cusin
- Alessandro Cittadini
- Miroslav Todić
- Randolph Childress
- Jason Rowe
- Marquez Haynes
- Othello Hunter
- Bootsy Thornton
- Thalamus McGhee
- Guillaume Yango
- Michał Ignerski
- Paul Thompson
- Arthur Lee
- David Young
- Federico Casarin
- Emanuele Rotondo
- Jerome Dyson
- Lionel Chalmers
- James White
- Travis Diener